# العلاقات الوسط إفريقية الليبيرية
العلاقات الوسط أفريقية الليبيرية هي العلاقات الثنائية التي تجمع بين جمهورية أفريقيا الوسطى وليبيريا.

## مقارنة بين البلدين
هذه مقارنة عامة ومرجعية للدولتين:
| وجه المقارنة                                              | جمهورية أفريقيا الوسطى      | ليبيريا      |
| --------------------------------------------------------- | --------------------------- | ------------ |
| المساحة (كم2)                                             | 622.98 ألف                  | 111.37 ألف   |
| عدد السكان (نسمة)                                         | 4.66 مليون                  | 4.73 مليون   |
| الكثافة السكانية (ن./كم²)                                 | 7.48                        | 42.47        |
| العاصمة                                                   | بانغي                       | مونروفيا     |
| اللغة الرسمية                                             | لغة فرنسية، اللغة السانغوية | لغة إنجليزية |
| العملة                                                    | فرنك وسط أفريقي             | دولار ليبيري |
| الناتج المحلي الإجمالي (بليون دولار)                      | 1.95 مليار                  | 2.16 مليار   |
| الناتج المحلي الإجمالي (تعادل القوة الشرائية) بليون دولار | 3.03 مليار                  | 3.76 مليار   |
| الناتج المحلي الإجمالي الاسمي للفرد دولار أمريكي          | 323                         | 455          |
| الناتج المحلي الإجمالي للفرد دولار أمريكي                 | 594                         | 842          |
| مؤشر التنمية البشرية                                      | 0.350                       | 0.430        |
| رمز المكالمات الدولي                                      | +236                        | +231         |
| رمز الإنترنت                                              | .cf                         | .lr          |
| المنطقة الزمنية                                           | ت ع م+01:00                 | 00           |

## منظمات دولية مشتركة
يشترك البلدان في عضوية مجموعة من المنظمات الدولية، منها:
| علم المنظمة | اسم المنظمة                                 | تاريخ انضمام جمهورية أفريقيا الوسطى | تاريخ انضمام ليبيريا |
| ----------- | ------------------------------------------- | ----------------------------------- | -------------------- |
|             | مؤسسة التنمية الدولية                       | 27 أغسطس 1963                       | 28 مارس 1962         |
|             | البنك الإفريقي للتنمية                      | ?                                   | ?                    |
|             | مؤسسة التمويل الدولية                       | 1 أبريل 1991                        | 28 مارس 1962         |
|             | منظمة حظر الأسلحة الكيميائية                | ?                                   | ?                    |
|             | الأمم المتحدة                               | 20 سبتمبر 1960                      | 2 نوفمبر 1945        |
|             | الاتحاد الدولي للاتصالات                    | 2 ديسمبر 1960                       | 10 أكتوبر 1927       |
|             | منظمة الشرطة الجنائية الدولية               | ?                                   | ?                    |
|             | البنك الدولي للإنشاء والتعمير               | 10 يوليو 1963                       | 28 مارس 1962         |
|             | الاتحاد البريدي العالمي                     | ?                                   | ?                    |
|             | المركز الدولي لتسوية المنازعات الاستشارية   | 14 أكتوبر 1966                      | 16 يوليو 1970        |
|             | وكالة ضمان الاستثمار متعدد الأطراف          | 8 سبتمبر 2000                       | 12 أبريل 2007        |
|             | مجموعة دول أفريقيا والكاريبي والمحيط الهادئ | ?                                   | ?                    |
|             | الاتحاد الأفريقي                            | ?                                   | ?                    |
|             | يونسكو                                      | 11 نوفمبر 1960                      | 6 مارس 1947          |

## وصلات خارجية
- موقع وزارة الخارجية الليبيرية